# カレル・サーニー
カレル・サーニー（カレル・チェルニー、Karel Černý、1922年4月7日 - 2014年9月5日）はチェコの映画美術監督。

## 参加作品
- アマデウス Amadeus (1984)